# Bitwa w dolinie rzeki Izery
Bitwa w dolinie rzeki Izery koło góry Seleucus – starcie zbrojne, które miało miejsce w roku 353 n.e. w czasie wojny między cesarzem Konstancjuszem II a uzurpatorem Magnencjuszem.
W roku 352 Konstancjusz rozpoczął nową ofensywę przeciwko wojskom Magnencjusza, zmuszając uzurpatora do wycofania się w kierunku Galii. Pod Pawią nad rzeką Ticinus, straż przednia cesarza została jednak rozbita przez wycofujące się wojska Magnencjusza. Pozwoliło to uzurpatorowi na wycofanie swoich sił i przygotowanie się do kolejnych walk. 
Latem 353 rezydujący w Mediolanie Konstancjusz podjął nową ofensywę. Wojska cesarza po przekroczeniu Alp, weszły do doliny rzeki Izery. Równocześnie na tyły wojsk Magnencjusza uderzyć miały sojusznicze oddziały germańskich Alamanów, króla Chnodomara. Do bitwy doszło latem 353 w dolinie rzeki Izery, koło góry Seleucus (Seulus?). Resztki wojsk Magnencjusza poniosły tu klęskę, po czym wycofały się do Lugdunum (Lyon). Pozostawiony własnemu losowi uzurpator, został uwięziony przez własnych żołnierzy, którzy zamierzali wydać go Konstancjuszowi. Dnia 10 sierpnia 353 uzurpator odebrał sobie życie, a jego głowę jako przestrogę obwożono po kraju. Podobny los spotkał brata uzurpatora Decencjusza, który kilka dni później powiesił się w miejscowości Sens w Szampanii. Trwająca dwa lata wojna domowa (zwana też uzurpacją Magnencjusza) zakończyła się. W jej wyniku zginęły dziesiątki tysięcy najwartościowszych żołnierzy Imperium. Sytuację tę wykorzystały plemiona barbarzyńskie, dokonując najazdów w Panonii, Galii oraz na Bałkanach.